# Ham-sur-Meuse
Ham-sur-Meuse (in vallone Han-so-Mouze) è un comune francese di 227 abitanti situato nel dipartimento delle Ardenne nella regione del Grand Est.

## Società

### Evoluzione demografica
Abitanti censiti